# Propionate kinase
Propionate kinase (EC 2.7.2.15, PduW, TdcD, Propionate / acetate kinase) là một enzym có tên hệ thống ATP: phosphotransferase propanoate. Enzyme này xúc tác phản ứng hóa học sau:
ATP + propanoate {\displaystyle \rightleftharpoons } ADP + propanoyl phosphate
Enzym này đòi hỏi Mg2+.